# Карцивадзе, Георгий Николаевич
Георгий Николаевич Карцивадзе (груз. გიორგი ნიკოლოზის ძე ქარცივაძე; 1916 — 9 мая 1977 года) — грузинский советский инженер-мостостроитель, заслуженный инженер Грузинской ССР.

## Биография
Отец, Николай Иотамович, известный грузинский государственный деятель, заместитель министра иностранных дел в правительстве Ноя Жордания — в 1937 году был арестован и в том же году расстрелян.
Окончил 1-ю опытно-показательную школу в Тбилиси (1934), затем — Грузинский политехнический институт (ГПИ, 1939). Работал в проектных организациях Союздорпроекта Гушосдор.
В годы Великой Отечественной войны принимал участие в восстановительных работах, в частности на Баксанской ГЭС.
В 1943 году поступил в заочную аспирантуру ТбИИЖТа. С 1944 года работал на кафедре мостов и строительной механики. С 1959 года — в ГПИ, заведующий кафедрой мостов и железобетонных конструкций (1960).

## Известные постройки
Мост имени Карла Маркса (ныне — Саарбрюкенский мост), Сухой мост (1962, архитекторы Ш. Кавлашвили, Г. Мелкадзе)
Мост 300 арагвинцев (архитекторы О. Багратиони, Т. Маргелашвили)
Мост имени Бараташвили (1965, архитекторы Ш. Кавлашвили, В. Куртишвили)
Концертный зал театра имени Руставели.